# San Juan (Leyte del Sur)
San Juan, antiguamente Cabalían, es una municipalidad que forma parte de la provincia de Leyte del Sur, ubicada en las Bisayas Orientales de las Islas Filipinas. Su nombre actual remonta a los 60 y se debe a su patrón San Juan Bautista. 
Aunque se habla el austrocaná (en inglés: Southern Kanâ), un dialecto del cebuano, por una gran parte de la población, queda el cabaliano o quinabalián (en cabaliano: Cabalianon o Kinabalián) como el único idioma autóctono del pueblo. Un volcán activo, el monte Cantayóctoc, se alza desde la bahía de esta localidad meridioleyteña.

## Etimología
El nombre antiguo del pueblo, Cabalían, con que los habitantes todavía llaman al municipio, parece venir de balì, que significa ruptura o acto de romper, prefijado con ka- y sufijado con -an. Esta construcción genera un topónimo que indica un lugar de rupturas o un lugar de cosas rotas. Algunas teorías intentan explicar cómo se produjo este nombre.

### Teoría I – De mástil roto

#### Versión del chubasco
Cuando la expedición capitaneada por Fernando de Magallanes pasaba por la bahía el 25 de marzo de 1521, un chubasco rompió el mástil del uno de los navíos. Presenciando al momento, los naturales gritaban ¡Guicabalían! ¡Guicabalían! (en español: ¡Se rompió! ¡Se rompió!). La flota oyendo las palabras creía que era el nombre de la localidad. Pigafetta registró el nombre del lugar como Abaríen.

#### Versión del dápdap
Pasando por la bahía, acercaban los navíos de la expedición magallánica a la playa, y los ramos de los árboles que se llaman dápdap (Erythrina variegata) que allí crecían alcanzaron el mástil de un navío. Viendo el infortunio, gritaban los naturales ¡Guicabalían! ¡Guicabalían! Oyéndolo, los oficiales de la flota creían que la gente les quiso pregonar el nombre del pueblo. Por eso, así lo notaron los escribanos, y también Pigafetta, que escribió Abaríen.

### Teoría II – De palmales

#### Versión de mudanza endémica
En tiempos muy antiguos, existían grandes plantaciones de bulí (Corypha utan) en la bahía, que llamaban los viejos cabuliján (en bisayo: kabulihán), es decir, bulical o lugar donde se crían palmeras. A través de los siglos el nombre Cabuliján poco a poco se mudaba en Cabalían, que ya era el nombre del lugar cuando llegaron los españoles.

#### Versión de mudanza ecdémica
Crecían las grandes palmeras bulíes en el terreno que llamaban los naturales cabuliján. Los españoles llegando preguntaban el nombre de la comarca a los habitantes, quienes, creyendo que los forasteros querían saber cuáles eran los árboles, les contestaron que lo llamaban cabuliján. Encontrándolo difícil de pronunciar, los españoles en su vez colocaron el nombre Cabalían.

### Teoría III – De recodo litoral
El sitio donde se fundó el pueblo se ubica en una costa que tiene un recodo o curvada. Los navegantes prehistóricos percibiéndolo desde el mar tuvieron la impresión que había una ruptura en la playa. Por eso, lo nombraron Cabalían este recodo playero que hoy en día forma parte de la costa del municipio de Saint Bernard, una de las grandes y prósperas visitas del pueblo en el tiempo español.

### Teoría IV – De erupción volcánica
En tiempos muy lejanos, se reventó el volcán que se alza en la comarca. El cataclismo que se produjo derribó la cumbre del monte, que en la caldera se formaba un lago. Viendo la destrucción que padecieron los entornos del sitio, sobre todo el derrumbamiento que sufrió la antes majestuosa montaña, empezaron los naturales llamar el lugar Cabalían, en memoria de la erupción que ocasionó la ruptura de la cima del volcán.

## Geografía

### División civil
San Juan (Cabalían) se subdivide en 18 barangayes:
- Agáy·ay
- Basak
- Bobón A
- Bobón B
- Dayánog
- Garrido
- Minoyho
- Ósao
- Póng·oy
- San José (población)
- San Roque
- San Vicente
- Santa Cruz (población)
- Santa Filomena
- Santo Niño (población)
- Somojé
- Suá
- Timba

### Clima
| Parámetros climáticos promedio de San Juan (Cabalían), Leyte del Sur | Parámetros climáticos promedio de San Juan (Cabalían), Leyte del Sur | Parámetros climáticos promedio de San Juan (Cabalían), Leyte del Sur | Parámetros climáticos promedio de San Juan (Cabalían), Leyte del Sur | Parámetros climáticos promedio de San Juan (Cabalían), Leyte del Sur | Parámetros climáticos promedio de San Juan (Cabalían), Leyte del Sur | Parámetros climáticos promedio de San Juan (Cabalían), Leyte del Sur | Parámetros climáticos promedio de San Juan (Cabalían), Leyte del Sur | Parámetros climáticos promedio de San Juan (Cabalían), Leyte del Sur | Parámetros climáticos promedio de San Juan (Cabalían), Leyte del Sur | Parámetros climáticos promedio de San Juan (Cabalían), Leyte del Sur | Parámetros climáticos promedio de San Juan (Cabalían), Leyte del Sur | Parámetros climáticos promedio de San Juan (Cabalían), Leyte del Sur | Parámetros climáticos promedio de San Juan (Cabalían), Leyte del Sur |
| Mes                                                                  | Ene.                                                                 | Feb.                                                                 | Mar.                                                                 | Abr.                                                                 | May.                                                                 | Jun.                                                                 | Jul.                                                                 | Ago.                                                                 | Sep.                                                                 | Oct.                                                                 | Nov.                                                                 | Dic.                                                                 | Anual                                                                |
| -------------------------------------------------------------------- | -------------------------------------------------------------------- | -------------------------------------------------------------------- | -------------------------------------------------------------------- | -------------------------------------------------------------------- | -------------------------------------------------------------------- | -------------------------------------------------------------------- | -------------------------------------------------------------------- | -------------------------------------------------------------------- | -------------------------------------------------------------------- | -------------------------------------------------------------------- | -------------------------------------------------------------------- | -------------------------------------------------------------------- | -------------------------------------------------------------------- |
| Temp. máx. media (°C)                                                | 28                                                                   | 28                                                                   | 29                                                                   | 30                                                                   | 30                                                                   | 30                                                                   | 29                                                                   | 29                                                                   | 29                                                                   | 29                                                                   | 29                                                                   | 28                                                                   | 29                                                                   |
| Temp. mín. media (°C)                                                | 22                                                                   | 22                                                                   | 22                                                                   | 23                                                                   | 25                                                                   | 25                                                                   | 25                                                                   | 25                                                                   | 25                                                                   | 24                                                                   | 24                                                                   | 23                                                                   | 23.8                                                                 |
| Precipitación total (mm)                                             | 78                                                                   | 57                                                                   | 84                                                                   | 79                                                                   | 118                                                                  | 181                                                                  | 178                                                                  | 169                                                                  | 172                                                                  | 180                                                                  | 174                                                                  | 128                                                                  | 1598                                                                 |
| Días de lluvias (≥ 1 mm)                                             | 16.7                                                                 | 13.8                                                                 | 17.3                                                                 | 18.5                                                                 | 23.2                                                                 | 26.5                                                                 | 27.1                                                                 | 26.0                                                                 | 26.4                                                                 | 27.5                                                                 | 24.6                                                                 | 21.0                                                                 | 268.6                                                                |
| Fuente: Meteoblue                                                    |                                                                      |                                                                      |                                                                      |                                                                      |                                                                      |                                                                      |                                                                      |                                                                      |                                                                      |                                                                      |                                                                      |                                                                      |                                                                      |